# Emil Alexandrescustadion
Het Emil Alexandrescustadion is gevestigd in Copou, Iași. De thuisbespeler van het stadion is voetbalclub CSM Politehnica Iași (vroeger Politehnica Iași).
Het stadion is vernoemd naar de vroegere speler van Politehnica Iași en burgemeester van Iași, Emil Alexandrescu, die in 1991 overleed. De originele capaciteit was 12.500 plaatsen, maar nadat er plastic zetels werden neergezet viel de capaciteit terug naar 10.500 plaatsen.

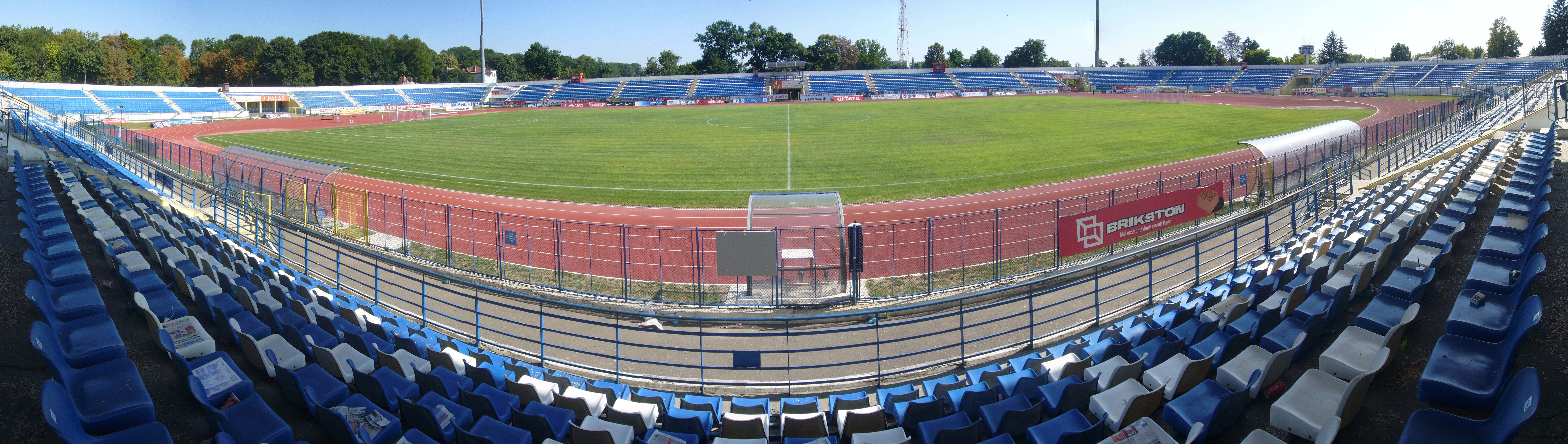
Emil Alexandrescustadion